# Kolomna
Kolomna (en russe : Коломна) est une ville de l'oblast de Moscou, en Russie, et le centre administratif du raïon de Kolomna. Sa population s'élevait à 144 125 habitants en 2017.

## Géographie
Kolomna est située au confluent de la Moskova et de l'Oka, un affluent de la Volga. Elle se trouve à 75 km au nord-ouest de Riazan et à 104 km au sud-est de Moscou.

## Population
Recensements (*) ou estimations de la population :
| 1897*  | 1926*  | 1939*  | 1959*  | 1970*   | 1979*   | 1989*   |
| ------ | ------ | ------ | ------ | ------- | ------- | ------- |
| 20 277 | 30 564 | 75 112 | 99 693 | 123 934 | 147 295 | 161 881 |

| 2002*   | 2010*   | 2013    | 2014    | 2015    | 2016    | 2017    |
| ------- | ------- | ------- | ------- | ------- | ------- | ------- |
| 150 129 | 144 589 | 144 707 | 144 316 | 144 253 | 143 578 | 144 125 |

## Économie
La principale entreprise de Kolomna est l'usine OAO Kolomenski Zavod, du groupe Transmashholding. Fondée en 1867, elle est aujourd'hui spécialisée dans la fabrication de locomotives diesel, de moteurs diesel et de systèmes de propulsion pour la marine. Elle emploie 8 200 salariés en 2012.

## Architecture
- Kremlin de Kolomna
- Église Saint-Nicolas-du-Bourg, avec ses kokochniks typiques

## Sport
- FK Kolomna, club de football fondé en 1997 et évoluant en troisième division russe.

## Jumelages
- Molodetchno (Biélorussie)
- Bauska (Lettonie)
- Raleigh (États-Unis)
- Moscou (Russie)

## Personnalités
Sont nés à Kolomna :
- Philarète (1782 – 1867), métropolite de Moscou ;
- Alexander Svechnikov (1890 – 1980), musicien ;
- Galina Balachova (née en 1931), designer spatial ;
- Mikhaïl Moustyguine (1937-2023), joueur de football ;
- Mikhaïl Tiourine (né en 1960), cosmonaute ;
- Dmitri Dorofeïev (né en 1976), patineur de vitesse ;
- Ekaterina Lobycheva (née en 1985), patineuse de vitesse.
- Vitalik Buterin (né en 1994), informaticien, cofondateur d’Ethereum.